# Pachodynerus brachygaster
Pachodynerus brachygaster är en stekelart som först beskrevs av Henri Saussure 1852.  Pachodynerus brachygaster ingår i släktet Pachodynerus och familjen Eumenidae. Inga underarter finns listade i Catalogue of Life.